# Walram I. (Ligny)
Walram I. von Luxemburg oder Waléran I. de Luxembourg († 5. Juni 1288 in der Schlacht von Worringen) war ab 1281 Herr von Ligny, Roussy und Laroche. Er war der jüngere Sohn von Heinrich dem Blonden, Graf von Luxemburg, und Margareta von Bar.
Er heiratete Johanna, Herrin von Beauvoir, † vor Dezember 1300, Tochter von Mathieu II., Herr von Beauvoir-en-Arrouaise. Ihre Kinder waren:
- Heinrich (Henri) II., X 1303, 1295 Herr von Ligny
- Waléran II. (1275; † 1354) Herr von Ligny, Roussy und Beauvoir; ⚭ Guyotte Burggräfin von Lille († 1338)
- Philipotte, 1287 bezeugt
- Elisabeth
- Marguerite, Nonne, 1290 bezeugt
- Marie († 1337), ⚭ Jean de Ghistelles († 1346 in der Schlacht von Crécy)

Waléran de Luxembourg, von Jacques Bretel auch Waléran de Ligny genannt, ist eine der Hauptfiguren in dessen Le Tournoi de Chauvency.